# Linuxカーネルサミット
Linuxカーネルサミット(Linux Kernel Developers Summit) は 最も優れたLinuxカーネルの開発者が毎年集まる会合である。このサミットへの参加は招待制であり、最初のカンファレンスは2001年3月にサンノゼで開催された。このサミットはカーネル開発者がLinuxカーネル開発に関する現在と今後の課題についてフェイス・トゥ・フェイスで議論する場として、セオドア・ツォーによって組織され、当初はUSENIXと、VALinuxの子会社であるOpen Source Development Network(OSDN)によって開催された。その後、2002年から2006年までのサミットはカナダのオタワにてOttawa Linux Symposium開催前の2日間に同じカンファレンスセンターにてUSENIXがすべてロジスティックスを担う形で実施された。2007年のカーネルサミットは9月4日から6日にイギリス・ケンブリッジにあるDeVere University Armsホテルで実施された、そしてこれはサミットが北米以外で開催された最初のケースであった。2009年にはアジア初となる、東京・秋葉原で開催されている。組み込み機器や携帯電話等へのLinux搭載が相次ぎそれに伴い日・中・韓などをはじめとするアジア地域の開発者が増大しているためである。
カーネルサミットでの議論は伝統的に高度に技術的であり、電子メールでは解決できないような問題に特化したものであった。しかし、近年では高いレベルの開発プロセスに関する課題について焦点を当てるようになっている。カーネルサミットにて重要な開発プロセスの意思決定が成された例の1つには、これまでの1〜2年毎の開発サイクルの代わりにバージョン2.6の安定カーネルを数ヶ月毎（のちに3ヶ月と決められた）にリリースするように変えたケースがある。Linux Technical Advisory BoardはカーネルサミットのBirds of a feather(BoF)セッションで選出された。
サミットは通常約80人程度の参加者で開催され、その中には数名の日本人開発者も含まれる。
| 開催日             | ホスト国 | 場所                                                      | Webサイト | サマリ               |
| ------------------ | -------- | --------------------------------------------------------- | --------- | -------------------- |
| 2001年 3月30–31日  | アメリカ | Hyatt Hotel, サンノゼ, カリフォルニア州                   | [ 6 ]     | [ 7 ] [ 8 ]          |
| 2002年 6月24–25日  | カナダ   | Ottawa Congress Centre, オタワ, オンタリオ州              | [ 9 ]     | [ 10 ] [ 11 ] [ 12 ] |
| 2003年 7月21–22日  | カナダ   | Ottawa Congress Centre, オタワ, オンタリオ州              | [ 13 ]    | [ 14 ]               |
| 2004年 7月19–20日  | カナダ   | Ottawa Congress Centre, オタワ, オンタリオ州              | [ 15 ]    | [ 16 ]               |
| 2005年 7月18–19日  | カナダ   | Ottawa Congress Centre, オタワ, オンタリオ州              | [ 17 ]    | [ 18 ] [ 19 ]        |
| 2006年 7月16–18日  | カナダ   | Ottawa Congress Centre, オタワ, オンタリオ州              | [ 20 ]    | [ 21 ]               |
| 2007年 9月4–6日    | イギリス | DeVere University Arms Hotel, ケンブリッジ                | [ 22 ]    | [ 23 ]               |
| 2008年 9月15–16日  | アメリカ | Portland State University, ポートランド, オレゴン州       |           | [ 24 ]               |
| 2009年 10月18–20日 | 日本     | 秋葉原コンベンションホール, 秋葉原, 東京                  | [ 25 ]    | [ 26 ]               |
| 2010年 11月1–2日   | アメリカ | Hyatt Regency Cambridge, ケンブリッジ, マサチューセッツ州 | [ 27 ]    | [ 28 ]               |
| 2011年 10月23–25日 | チェコ   | Clarion Congress Hotel, プラハ                            | [ 29 ]    |                      |
| 2012年 8月27–29日  | アメリカ | サンディエゴ, カリフォルニア州                            |           | [ 30 ]               |
| 2013年 10月23–25日 | イギリス | エディンバラ                                              | [ 31 ]    | [ 32 ]               |
| 2014年 8月18–20日  | アメリカ | Sheraton Chicago, シカゴ, イリノイ州                      | [ 33 ]    | [ 34 ]               |